# Rudolf Hüttebräuker

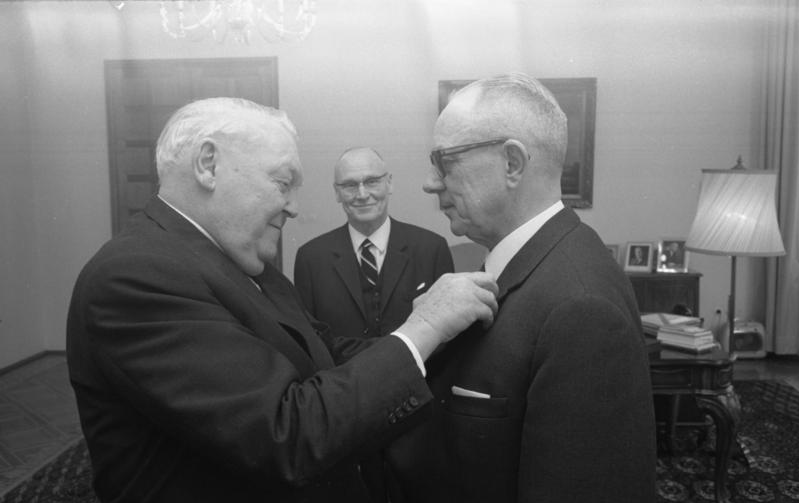
Verleihung des Bundesverdienstkreuzes mit Stern und Schulterband an Rudolf Hüttebräuker durch Bundeskanzler Ludwig Erhard am 24. Januar 1966

Rudolf Hüttebräuker (* 22. Februar 1904 in Berlin; † 28. Januar 1996 in Bonn) war ein deutscher Politiker.

## Leben und Wirken
Rudolf Hüttebräuker wurde als Sohn des Otto Hüttebräuker geboren, der Vizepräsident des Provinzschulkollegs für die Provinz Brandenburg und Berlin war. Er studierte vom Wintersemester 1924/25 bis zum Sommersemester 1927 Landwirtschaft an der Landwirtschaftlichen Hochschule Berlin, wo er im Sommersemester 1925 dem RSC-Corps Saxonia-Berlin beitrat und 1927 als Diplom-Landwirt abschloss. Von 1927 bis 1935 arbeitete er als Betriebsleiter des Gutes Berthelsdorf (Weißenborn) in Sachsen und von 1935 bis 1945 als selbständiger Landwirt in der Uckermark. Im Zweiten Weltkrieg leistete er von 1941 bis 1945 Kriegsdienst und war Verbindungsoffizier beim Chef der Bandenkampfverbände. Nach Kriegsende verlor er seinen Betrieb durch die Bodenreform in der SBZ und war zunächst 1945 Hilfssachbearbeiter bei der Kreisbauernschaft Pinneberg. 1946 wurde er Geschäftsführer der Kreislandwirtschaftskammer Dortmund und 1947 Abteilungsleiter der Landwirtschaftskammer Westfalen-Lippe. Von 1947 bis 1948 war er für das Ministerium für Ernährung, Landwirtschaft und Forsten des Landes Nordrhein-Westfalens tätig. 1948 wurde er Direktor des Landwirtschaftsamtes Nordrhein. Von 1948 bis 1962 war er Kammerdirektor der Landwirtschaftskammer Rheinland in Bonn und von 1962 bis 1968 beamteter Staatssekretär im Bundesministerium für Ernährung, Landwirtschaft und Forsten.
Hüttebräuker heiratete Ursula Priem, mit der er drei Töchter hatte. Er war Rotarier.

## Auszeichnungen
- Großes Bundesverdienstkreuz mit Stern und Schulterband des Verdienstordens der Bundesrepublik Deutschland, verliehen am 24. Januar 1966 durch Bundeskanzler Ludwig Erhard[3]
- Großoffizier des Ordens von Oranien-Nassau, 1968[4]
- Großes Verdienstkreuz des Niedersächsischen Verdienstordens, 1968
- Großoffizier des Verdienstordens der Italienischen Republik

## Veröffentlichungen
- Gerechte Veranlagung oder Erfassung?, Westdeutscher Verlag, 1948
- Die Agrarstruktur. Ein politisches, soziologisches oder ökonomisches Problem? (mit Wilhelm von Oertzen), 1963.
- Neuorientierung der landwirtschaftlichen Betriebs- und Marktwirtschaft, Verlag Pflug und Feder, 1963.
- Ein Beitrag zur Wiederbegründung der Landwirtschaftskammer Rheinland und der Agrargeschichte 1946 - 1962, Bonn 1989.